# Mîhailivka, Sofiivka
Mîhailivka (în ucraineană Михайлівка) este un sat în așezarea urbană Sofiivka din raionul Sofiivka, regiunea Dnipropetrovsk, Ucraina.

## Demografie
Componența lingvistică a localității Mîhailivka
     Ucraineană (95,65%)
     Rusă (4,35%)
Conform recensământului din 2001, majoritatea populației localității Mîhailivka era vorbitoare de ucraineană (95,65%), existând în minoritate și vorbitori de rusă (4,35%).